# Euphorbia simulans
Euphorbia simulans är en törelväxtart som först beskrevs av Louis Cutter Wheeler, och fick sitt nu gällande namn av Barton Holland Warnock och Marshall Conring Johnston. Euphorbia simulans ingår i släktet törlar, och familjen törelväxter. Inga underarter finns listade i Catalogue of Life.